# Tachina gimmerthali
Tachina gimmerthali là một loài ruồi trong họ Tachinidae.